# Japan Idol File 2
『Japan Idol File 2』（ジャパン・アイドル・ファイル・ツー）は、2015年3月10日にT-Palette Recordsから発売されたローカルアイドルのコンピレーション・アルバム。

## 解説
2013年発売の『Japan Idol File』に続き、CD-Rにより発売されているためなどの理由で全国流通されることがほとんどないローカルアイドルの楽曲を、より多くの人に知って欲しいという意図で企画された6枚組コンピレーション・アルバム。前作に引き続き南波一海が選曲、監修した。100組100曲を収録。
6枚組の中では、DISC5に収録された楽曲は珍曲や問題作が多く、そこから珍曲や問題作を「DISC5案件」と呼ぶことがある。

## 収録曲

### DISC 1
1. 人魚〜泡になって消えても〜 / Peach sugar snow（山梨県）
2. うわさの TRENDY GIRL / ヴァンパイア☆Kiss（東京都）
3. 恋愛至上主義 / Chelip（鳥取県）
4. ほら、たくさん! / わっふるだぼー（東京都）
5. 鮫とゾンビ / 横山実郁（新潟県）
6. ゆるメーター / TEAM M II（静岡県）
7. 平塚花子と桜の木 / 7☆マーメイド（神奈川県）
8. キューティパイ! / PLC（東京都）
9. LOVE IN THE SPACE / FUNKASTIC☆JAM（高知県）
10. ファラミナ 〜follow me now〜 / WB（沖縄県）
11. 大・大・大好き! / mini-chu!!!（千葉県）
12. ええじゃないか♡Special! / ええじゃないか豊橋伝播隊DOEE（愛知県）
13. それゆけ!でことらんど / 絵恋（東京都）
14. ♪さくらんぼんBom / さくらんぼんBom（山形県）
15. あなたへの魔法〜twinkle² / RELISH（魔女っ子見習生）（神奈川県）
16. シャイニー / La 花ノたみ（愛知県）
17. 時計をとめて! / 安島菜々（東京都）

### DISC 2
1. 映ゆ / Hauptharmonie（東京都）
2. 青春グラフィティ / USA☆MiMi（愛知県）
3. ココライト / Niimo（大分県）
4. 見つめていたい / hipS Ship（福岡県）
5. TONIGHT / せのしすたぁ（福井県）
6. Catch the dream / expiece（東京都）
7. そふと部のズンドコ節 / FG学園塁球部（東京都）
8. RAPPER'S DELIGHT / 琉球QT-BLUE（沖縄県）
9. Drifter / おやすみホログラム（神奈川県）
10. 呪呪 / じゅじゅ（東京都）
11. らんにんぐファイター / おにごっ娘（東京都）
12. プリティ♪ぷりんせす / ぷりんせす♪りぼん（静岡県）
13. 魔法少女は眠れないッ! / 魔法少女☆りりぽむ（東京都）
14. 放課後ツインテール / RynRyn☆ミどろっぷ（東京都）
15. Swinging Star Forever / Star☆T（愛知県）
16. リーリーリスタート〜チャチャチャ倶楽部のテーマ〜 / チャチャチャ倶楽部（東京都）

### DISC 3
1. CWB!! / キャンディzoo（東京都）
2. PLANETLOVE。♪。☆ / ももねさき（大阪府）
3. ひろしま Days / etto-etto（広島県）
4. 愛のあいさつ〜白雪のように〜 / Classic Fairy（山梨県）
5. Let's go Meiji Isan / MI6（福岡県）
6. amiで会いましょう / ami〜gas（福井県）
7. 乙女の恋はケセラセラ / モンソレイユ415（岐阜県）
8. ぬいぐるみが恋をした / Soror♥ベイビ→ズ（福岡県）
9. 国道246号線沿いを走る / イチサキミキ（東京都）
10. 愛しのエイリアン / chairmans（岩手県）
11. 真冬のサンライト / citron*（兵庫県）
12. Cutie Magic / Clip☆Clip（東京都）
13. 大丈夫は魔法の言葉 / Can'ce浜姫（滋賀県）
14. 恋の right and left♪ / 森本亜美（東京都）
15. LOVE IS OVER remix / 1 Believe FNC [future]（鹿児島）
16. FUJIYAMA△のように / FUJI△PASSION（山梨県）
17. すききすみ3 / MMSジャンヌ（PATTY）（大阪府）

### DISC 4
1. セーラー服とルーズソックス♪〜100 万回アイシテル〜 / GAL❤DOLL（ギャルドル）（東京都）
2. 夏の魔法 / RYUTist（新潟県）
3. ほっぺにブルーシール / らぐぅんぶるぅ（沖縄県）
4. 渡船フェリー / フェリーズ（広島県）
5. first love / To You（東京都）
6. 水着 〜えーっと、夏っぽくしたらよくある感じになったけどまぁいっか!(笑)Ver.〜 / 高田本町商店街アイドル がんぎっこ（新潟県）
7. 1・2・3(ワン・ツー・スリー) / Pinky Pitts（大分県）
8. Look at / 8princess（東京都）
9. 祭りだ SUN☆SUN / FES☆TIVE（東京都）
10. サンバ大作戦!〜無邪気なシュガーパイ〜 / Whoop!e whoop!e（東京都）
11. ラ・ティンパ 2013 Andalucia mix / asfi（東京都）
12. カラフル melody / KissBee（東京都）
13. ひまわり☆ハナビ / すぺわの!（福岡県）
14. おいかけて Summer (SHiNTA PLANET REMIX) / NKD（福岡県）
15. 夏の Ti（偏差値）/ 美塾女アイドル5W1H（茨城県）
16. 夏のエンドロール / S-Mash（東京都）

### DISC 5
1. キミの瞳にジャーマンスープレックスホールド / ちょび。（東京都）
2. ぷらぷらブレイカーズ / プランタン（愛知県）
3. 楽しくバイセコー / 浦安マリンエンジェルスネオ With...pupae（千葉県）
4. we are ぐーがる / ぐーがる。（千葉県）
5. ノミタリアン女子 / 呑みドル愛子（東京都）
6. 恋人たちのゆうパック / 小娘（北海道）
7. DIVA 降臨 / Shimane Diva Project（島根県）
8. canon ball / 柚木りか（東京都）
9. なるんだ!アイドル! / 月乃あかり（東京都）
10. 貴族で庶民な女の子 / 髭男爵山田ルイ53世プロデュース まどもあ54世（東京都）
11. INTERESTING!! / 皮茶パパのおもて梨GALS by KGY40Jr.（千葉県）
12. 求愛型無敵宣言〜choice?がメイドだったら〜 / choice?（東京都）
13. First Date / 永月ほなみ（東京都）
14. 私の彼はカレー好き / コズミック☆倶楽部（千葉県）
15. 全力!笑顔!宣言! / CAMIYU☆（東京都）
16. ここにキラッせ☆ / 銚子元気娘。（千葉県）
17. ハジメマシテ!!! / パラレルドリーム（長野県）
18. ちょうどイイ♪ / みかん星☆彡（神奈川県）

### DISC 6
1. 青森県反射材大作戦オリジナル応援ソング キラリ☆あおもり反射材 / りんご娘（青森県）
2. 青い空の下、君の幸せを願ってる! / Survive-ZERO（東京都）
3. ハーモニー / ランドセルズ（東京都）
4. 掛時計 / LOVE♥INA30（愛知県）
5. HAPPY LOVE / Rizumu（東京都）
6. ふたつめの太陽 / CREO（美咲希アヤカ）（愛知県）
7. はむスター / 苺りなはむ（東京都）
8. H・M・J! / 姫っ娘5（兵庫県）
9. Actress / 危ない女の子シスターズ（東京都）
10. LIFE IS THE GAME / ジュネス☆プリンセス（東京都）
11. forever my friend / ミラクルマーチ（東京都）
12. Tic-Tac-Tic / 三好爽（東京都）
13. 恋のmusic / キャラメル☆リボン（大阪府）
14. 聖☆ボナプロ学園 / 聖☆ボナプロ学園（東京都）
15. どろいどろんこん / ドロイ子ちゃん+ぷらす（東京都）
16. マインドトラベル / amiina（東京都）